# Cupferron
Le cupferron est le sel d'ammonium de la N-nitroso-N-phenylhydroxylamine. C'est un réactif courant en complexation d'ions métalliques, de formule NH4[C6H5N(O)NO]. L'anion se lie aux cations métalliques par ses atomes d'oxygène, formant des cycles chélate à 5 atomes.
Le cupferron est préparé à partir de phénylhydroxylamine et d'une source en NO+, généralement un nitrite d'alkyle :
C6H5NHOH  +  C4H9ONO  +  NH3   →  NH4[C6H5N(O)NO]  +  C4H9OH